# شيل إريك كيلي أولسن
شيل إريك كيلي أولسن (بالنرويجية: Kjell Erik Killi Olsen)‏ (و. 1952 – م) هو رسام ونحّات ومصمم جرافيك من النرويج.

## أعمال بارزة
من أهم أعماله:
- The Man from the Sea

## وصلات خارجية
- شيل إريك كيلي أولسن على موقع IMDb (الإنجليزية)